# Den förlorade porten
Den förlorade porten (Los pasos perdidos) är en roman av den kubanske författaren Alejo Carpentier.
Den handlar om en kompositör och musikforskare som lämnar storstadslivet och sitt förljugna äktenskap och ger sig av på en expedition till regnskogarna vid Orinoco i Venezuela för att söka efter ett sällsynt primitivt musikinstrument som kan bekräfta hans teori om musikens ursprung. Resan blir till en omvänd färd genom civilisationen tillbaka till det mänskliga ursprunget.